# 後閑氏
後閑氏（ごかんし）は、日本の氏族のひとつ。清和源氏岩松氏の支族。

## 概要
後閑氏は戦国時代に上野国碓氷郡の後閑城を支配した氏族で、岩松成兼あるいは新田景純とその子信純から後閑を称したと伝わる。
先祖を新田氏の棟梁新田義貞の末弟・四郎義重と称した。また『姓氏家系大辞典』（太田亮、1963年）によれば、義一―重兼―兼重―義景―義行―行兼―景純という系譜を伝えるという。ただし義一は新田義貞の子（「新田族譜」）とも里見氏後裔たる大島義政の弟（『上野国志』）ともされる。
一方で後閑氏は岩松氏の後裔とする説がある。岩松氏は室町時代に京兆家と礼部家に分裂しているが、この両家それぞれを先祖とする説がある。先祖を京兆家とする説では、岩松二郎（岩松持国の子）が上野国甘楽郡丹生を領し、その子が新田景純であるとする（『系図纂要』）。礼部家説では、岩松明純の子・顕純が丹生に領地を得て土着し、子の憲純の末裔が新田景純であるとする（『関東地方の中世城館』）。
出自に諸説あるがどれも有力とはならず、新田景純以前の事蹟は不詳である。

## 後閑氏歴代城主の変遷
後閑氏の名のもとになった後閑城は、後閑氏が築城したものではなかった。嘉吉元年（1441年）から文安4年（1447年）にかけて、信濃御嶽城主の依田忠政が築いたといわれている。後閑城主の依田氏は忠政の子政知を経て光慶のとき、箕輪城主長野業政の女を室としてその片腕となり、天文7年（1538年）に板鼻鷹巣城に移ったという。その後に後閑城に入ったのが北条政時であった。ただしこの間の詳しい城の歴史は不明である。
新田景純は主水正ともいい、当初は丹生城を領していたが、碓氷郡後閑の領主である北条政時を滅ぼし後閑を領するようになった。永禄10年（1567年）に後閑城に入城して後閑を称するようになったと伝える（『上州故城塁記』）。後閑を称したのは次代の信純からともいう（『群馬県人名事典』）。
後閑に移った景純は箕輪城主長野業政に属するようになり、永禄6年（1563年）、景純の子新田（岩松）信純のとき、武田信玄の侵略を受けて敗れその幕下に降る。
ところで、新田（後閑）信純が武田氏に走ったのは永禄2年（1559年）のことといい、『安中志』には、永禄3年より新田信純が後閑城に居城するとみえている。永禄3年（1560年）は、越後の長尾景虎（のちの上杉謙信）が管領上杉憲政を奉じて関東に出兵した年で、そのとき、景虎の陣に馳せ参じた関東諸将の幕紋を記録したのが『関東幕注文』である。そのなかには、後閑氏が属していた箕輪城主長野氏ら上野諸将の幕紋が記されているが、新田後閑氏の幕紋はみえない。このことは、新田後閑氏がすでに武田氏の陣営に走っていたとされる。
一方、依田政知が開いた長源寺の寄進状から、新田氏（後閑氏）が甘楽郡丹生城から居を後閑城に移したのは弘治元年（1555年）、景純の代のことだとする説もある。荒廃していた長源寺を後閑城主の新田信純が弘治元年に再興し、翌弘治2年（1556年）に、寺領若干を寄進したとされる。いずれにしろ新田氏（岩松氏）が16世紀の中ごろに後閑に移り、後閑氏に改姓したとする。また、信純に関して『上野志』では伊勢守信継とし、『上州治乱記』では長門守宗繁となっており、後閑氏の歴史に関しては不明な部分が多い。

## 戦国時代における動向
甲斐国の武田氏は北信地域をめぐり越後上杉氏と抗争していたが（川中島の戦い）、永禄4年の第四次合戦を機に北信をめぐる抗争は収束し、武田氏は西上野侵攻を開始する。
越後上杉氏の勢力下にあった西上野では武田氏に抵抗する国衆と服属する国衆があるが、後閑氏は国峰小幡氏などともに武田氏に帰属することで旧領回復を成した国衆で、西上野国衆との取次は跡部勝資や原昌胤らが務めているが、後閑氏との取次は跡部勝資が務めている。
後閑信純は甲斐の名族上条氏の名を継ぐことになり、上条真純と名乗ったという。信純のあとは、後閑弥太郎（刑部少輔）と上条善次郎（宮内少輔）の二子が後閑姓と上条姓をそれぞれ継いでいる。また庶子の後閑下野守が総社に拠っている。
しかし天正10年（1582年）3月、武田氏は織田氏の侵攻によって滅亡し、西上野においては信長の部将滝川一益が関東管領として厩橋に入城してきた。これによって後閑氏は新たな主君を探すことになった。
上条氏を名乗っていた上条宮内少輔は、武田滅亡後に後閑姓に復し、刑部少輔とともに両後閑と呼ばれるようになったが、この両後閑の2人は後北条氏に属した。天正11年（1583年）後北条氏から両後閑氏宛ての、出陣の際における両後閑の配下の員数を定めた書状があり、両後閑氏が後北条氏の幕下にあったことを示している（「後閑文書」）。一方、『日本城郭大系』の後閑城の記述では、武田滅亡後に小田原方となった両後閑に対し、総社にあった後閑下野守は北条高広に従ったという。
天正12年（1584年）、北条高広が後北条氏に降ると、北条氏政は両後閑氏に厩橋在番を命じた。天正18年（1590年）、小田原征伐に際して両後閑氏は小田原に籠城し、総社にあった後閑又右衛門尉は大道寺政繁に従って松井田城へ入った。
小田原征伐後、両後閑たる刑部少輔と宮内少輔の姿は見えなくなり、領主としての後閑氏は没落した。しかし子孫は残っていたらしく、旧領後閑の地を治めた井伊家中に後閑善兵衛・新兵衛の名が見える。それぞれ刑部少輔と宮内少輔の子と推察され、刑部少輔系・宮内少輔系の2流に分かれた後閑氏はともに井伊家に仕えた（『安中市史』）。
後閑信純の諸子は、本名や系譜関係に諸説あり、古文書類に記載される名前との比定が難しくなっている。「日本城郭大系」では後閑下野守を後閑信純の長子で名を信重とし、分家して石倉城に拠ったとする。また家を継いだのは次子の後閑重政、三子は上条信久とする。また、重政を長子、信久を次子、信重を三子とする説もある（『関東地方の中世城館』）。またこの説では、信重の子を松井田城に入った又右衛門尉信定とする。
信久を嫡子とするものもある。「甲斐国志」「新田族譜」によれば、永禄12年（1569年）、武田勝頼が駿河の今川氏真と戦ったとき、信純と嫡子の信久は武田氏の幕下として出陣し信純・信久ともに戦死したという（太田亮『姓氏家系大辞典』）。